# Landerolaria
 Landerolaria   G.L.Nesom, 2020 è un genere di piante angiosperme dicotiledoni della famiglia delle Asteraceae, sottofamiglia Asteroideae, tribù Astereae (Aster lineage) e sottotribù Brachyscominae.

## Etimologia
Il nome scientifico del genere è stato definito dal botanico Guy L. Nesom (1945-) nella pubblicazione " Phytoneuron. Digital Publications in Plant Biology" ( Phytoneuron 2020-65: 4) del 2020.

## Descrizione

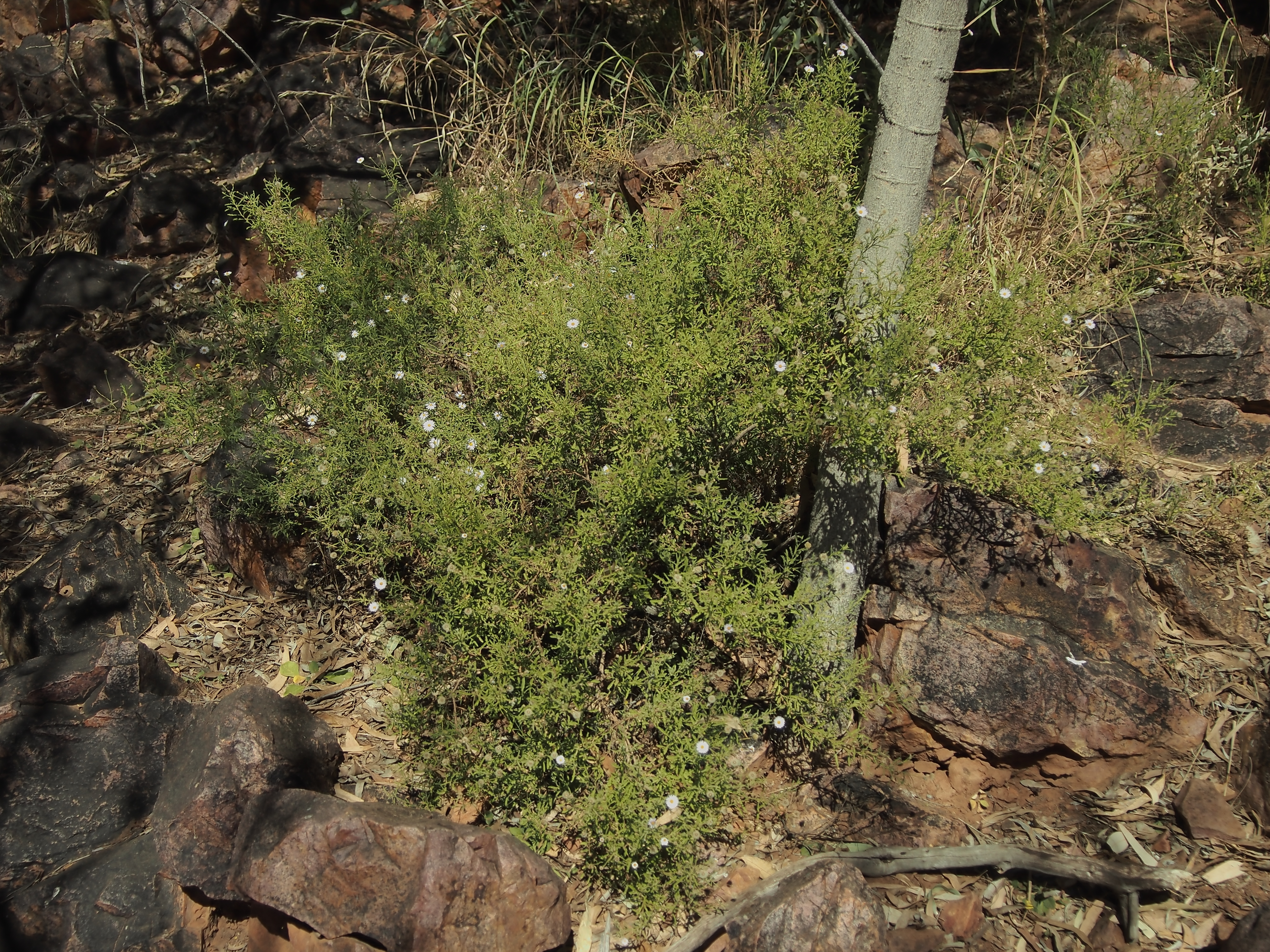
Il portamento
Landerolaria stuartii

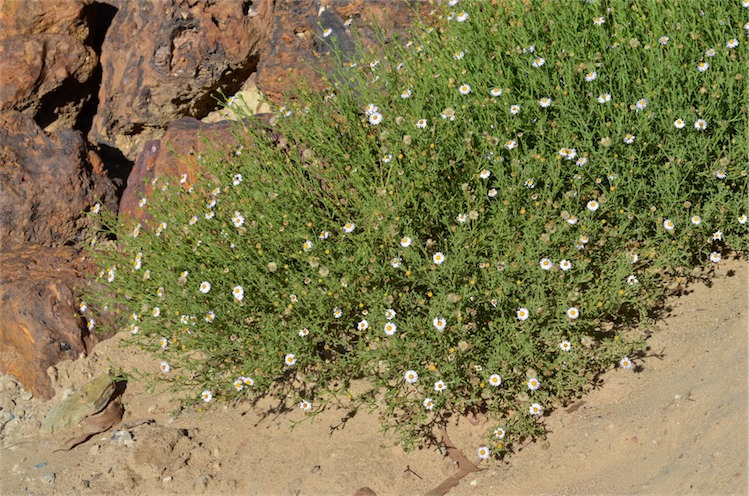
Infiorescenza
Landerolaria stuartii

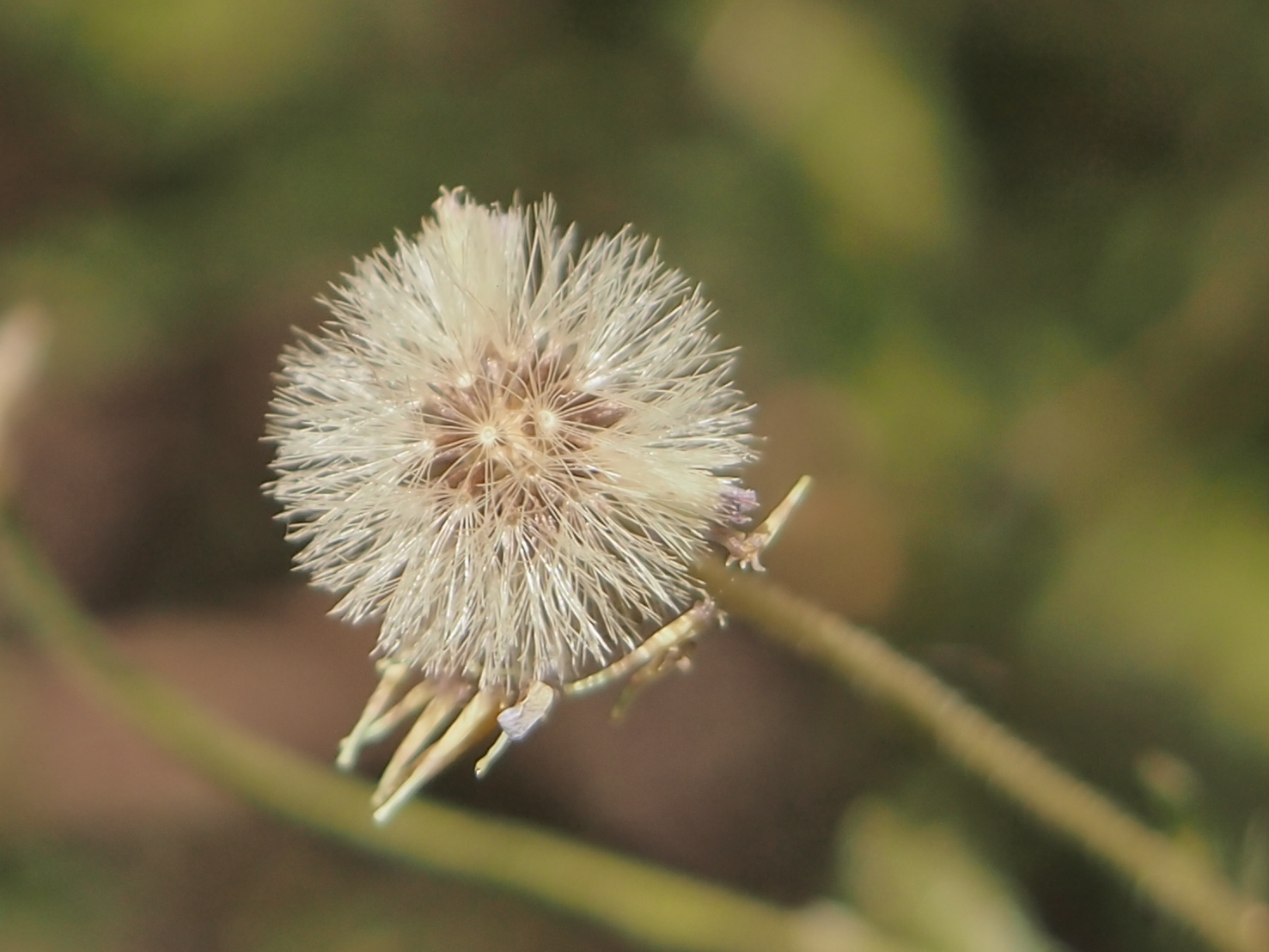
Il pappo
Landerolaria stuartii

Portamento. Le specie di questo genere hanno un habitus di tipo arbustivo aromatico. La superficie, spesso resinosa, è ricoperta da peli stipitato-ghiandolari o con un misto di peli ghiandolari biseriati e peli uniseriati non ghiandolari.
Fusto. La parte aerea è eretta, semplice o ramosa. La parte sotterranea è composta da fitte radici. Altezza media: da 0,3 - 2 metri.
Foglie. Le foglie, cauline, sono disposte in modo alternato, picciolate o sessili. La lamina è semplice con forme da strettamente oblunghe a strettamente lanceolate, obovate o ellittiche. I margini sono seghettati o crenati.
Infiorescenza. Le sinflorescenze sono sia scapose (capolini solitari) che composte da alcuni capolini in formazioni sciolte. Le infiorescenze vere e proprie sono composte da un capolino terminale peduncolato (i peduncoli sono bratteati) di tipo radiato con fiori eterogami. I capolini sono formati da un involucro, con forme largamente campanulate, composto da diverse brattee, al cui interno un ricettacolo fa da base ai fiori di due tipi: fiori del raggio e fiori del disco. Le brattee, con forme lineai-ellittiche, non carenate ma con un margine scarioso e a consistenza erbacea, sono disposte in modo più o meno embricato e scalato su 3 - 5 serie. Il ricettacolo, debolmente alveolato, in genere è nudo ossia senza pagliette a protezione della base dei fiori; la forma è poco convessa. Lunghezza dei peduncoli: 1 - 8 cm.
Fiori.  I fiori sono tetra-ciclici (formati cioè da 4 verticilli: calice – corolla – androceo – gineceo) e pentameri (calice e corolla formati da 5 elementi). Si distinguono in:
- fiori del raggio (esterni) da 8 a 64 per capolino: sono femminili e sono disposti su una sola serie; la forma è ligulata (zigomorfa); lunghezza delle ligule: 5 – 15 mm;
- fiori del disco (centrali): sono più numerosi con forme brevemente tubulose (attinomorfe); sono ermafroditi; lunghezza delle corolle: 4 - 9 mm.

- Formula fiorale:

*/x K {\displaystyle \infty }, [C (5), A (5)], G 2 (infero), achenio
- Calice: i sepali del calice sono ridotti ad una coroncina di squame.

- Corolla: la forma della corolla alla base è più o meno imbutiforme (cilindrica nel fiori del disco), mentre all'apice è ligulata a 5 (raramente 3) denti (i fiori del raggio) o brevemente tubolare con 5 (raramente 4) lobi (i fiori del disco); i lobi, patenti o eretti, hanno una forma deltata o più o meno lanceolata. I colori della corolla sono giallo (i fiori del disco) e violaceo, bianco o blu (i fiori del raggio).

- Androceo: l'androceo è formato da 5 stami sorretti da filamenti generalmente liberi; gli stami sono connati e formano un manicotto circondante lo stilo; le teche (produttrici del polline) alla base sono troncate e sono lievemente auricolate (molto raramente sono speronate o hanno una coda); le appendici apicali delle antere hanno delle forme piatte e lanceolate; il tessuto endoteciale (rivestimento interno dell'antera) è quasi sempre polarizzato (con due superfici distinte: una verso l'esterno e una verso l'interno). Il polline è sferico con un diametro medio di circa 25 micron;  è tricolporato (con tre aperture sia di tipo a fessura che tipo isodiametrica o poro) ed è echinato (con punte sporgenti).[9][12]

- Gineceo: l'ovario è infero uniloculare formato da 2 carpelli.[5] Lo stilo (il recettore del polline) è profondamente bifido (con due stigmi divergenti) e con le linee stigmatiche marginali separate.[13] I due bracci dello stilo hanno una forma deltoide e sono papillosi o ricoperti da ciuffi di peli.

Frutti. I frutti sono degli acheni con un scarso pappo; in alcune specie è presente un certo dimorfismo (gli acheni dei fiori del raggio differiscono dagli acheni dei fiori del disco);
- achenio: gli acheni hanno delle forme strettamente obovoidi compresse e numerose nervature longitudinali; la superficie normalmente è cosparsa da setole, qualche volta ghiandolose; la parete dell'achenio è formata da celle contenenti rafidi ma prive di fitomelanina; il carpoforo normalmente è anulare; sono presenti setole con punte a forma di ancora; lunghezza degli acheni: 1,8 - 4 mm;
- pappo: il pappo è formato da una/due serie di 20 - 55 setole. Lunghezza del pappo: 4 - 8 mm.

## Biologia
Impollinazione: l'impollinazione avviene tramite insetti (impollinazione entomogama tramite farfalle diurne e notturne).

Riproduzione: la fecondazione avviene fondamentalmente tramite l'impollinazione dei fiori (vedi sopra).

Dispersione: i semi (gli acheni) cadendo a terra sono successivamente dispersi soprattutto da insetti tipo formiche (disseminazione mirmecoria). In questo tipo di piante avviene anche un altro tipo di dispersione: zoocoria. Infatti gli uncini delle brattee dell'involucro (se presenti) si agganciano ai peli degli animali di passaggio disperdendo così anche su lunghe distanze i semi della pianta. Inoltre per merito del pappo il vento può trasportare i semi anche a distanza di alcuni chilometri (disseminazione anemocora).

## Distribuzione e habitat
Le specie di questo genere sono distribuite in Australia.

## Sistematica
La famiglia di appartenenza di questa voce (Asteraceae o Compositae, nomen conservandum) probabilmente originaria del Sud America, è la più numerosa del mondo vegetale, comprende oltre 23.000 specie distribuite su 1.535 generi, oppure 22.750 specie e 1.530 generi secondo altre fonti (una delle checklist più aggiornata elenca fino a 1.679 generi). La famiglia attualmente (2021) è divisa in 16 sottofamiglie; la sottofamiglia Asteroideae è una di queste e rappresenta l'evoluzione più recente di tutta la famiglia.

### Filogenesi
La tribù Astereae comprende circa 40 sottotribù. In base alle ultime ricerche nella tribù sono stati individuati (provvisoriamente) 5 principali lignaggi:
- Basal grade: include alcuni generi isolati, il gruppo "South American-Oceania",  alcune sottotribù africane e il gruppo dei generi legnosi del Madagascar.
- Bellis lineage: comprende le sottotribù eurasiatiche e una sottotribù africana.
- Aster lineage: include i generi asiatici di Asterinae e i principali gruppi dell'Australia e dell'Oceania.
- Baccharis lineage: include alcuni gruppi sudamericani.
- North American lineage: include la vasta gamma di sottotribù del Nordamerica, Messico e alcuni gruppi distribuiti nel Sudamerica.

Il genere  Landerolaria  (insieme alla sottotribù Brachyscominae) è incluso nel Aster lineage i cui caratteri principali sono: la base delle antere sono prive di code e non sono calcarate (speronate); le linee stigmatiche dei bracci dello stilo sono totalmente separate; i due bracci dello stilo hanno una forma breve o allungata da lanceolata a deltoide e possono essere papillosi o ricoperti da ciuffi di peli (all'esterno, mentre all'interno sono glabri). La distribuzione della maggior parte delle specie di questo gruppo è nelle regioni temperate nord e sud.
La sottotribù Brachyscominae comprende oltre trenta generi suddivisi nei seguente gruppi:
- Brachyscome group
- Calotis group
- Vittadinia group
- Elachanthus group
- Incertae sedis
- Olearia Moench sensu stricto
- Unresolved Olearia segregates

 Landerolaria  è incluso nel gruppo "Unresolved Olearia segregates  " insieme ai generi Ephedrides - Neolaria - Phaseolaster- Walsholaria - Muellerolaria - Linealia - Vicinia - Wollemiaster - Spongotrichum. Questi generi recentemente sono stati segregati dal grande genere polifiletico Olearia Moench.
I caratteri distintivi del genere di questa voce sono:
- il portamento di queste piante è arbustivo aromatico;
- l'"indumentum" è composto da una miscela di peli ghiandolari biseriati e due tipi di uniseriati (semplici);
- le foglie hanno delle forme da oblunghe a strettamente lanceolate o ellittiche;
- gli acheni sono densamente sericei.

### Elenco delle specie
Questo genere ha 10 specie:
- Landerolaria arckaringensis (P.J.Lang) G.L.Nesom
- Landerolaria eremaea (Lander) G.L.Nesom
- Landerolaria gordonii (Lander) G.L.Nesom
- Landerolaria humilis (Lander) G.L.Nesom
- Landerolaria laciniifolia (Lander) G.L.Nesom
- Landerolaria macdonnellensis (D.A.Cooke) G.L.Nesom
- Landerolaria newbeyi (Lander) G.L.Nesom
- Landerolaria orientalis (A.R.Bean & Jobson) G.L.Nesom
- Landerolaria stuartii (F.Muell.) G.L.Nesom
- Landerolaria xerophila (F.Muell.) G.L.Nesom